# 新多駅
新多駅（にいだえき）は、かつて福岡県鞍手郡小竹町新多にあった、日本国有鉄道（国鉄）筑豊本線の貨物駅（廃駅）である。貨物支線の廃線に伴い、1969年（昭和44年）10月1日に廃駅となった。

## 歴史
- 1913年（大正2年）7月1日：開業[1]。
- 1969年（昭和44年）10月1日：貨物支線の廃線に伴い廃止[1]。

## 隣の駅
日本国有鉄道
筑豊本線（貨物支線）
小竹駅 - 新多駅

### 「にいだ」と読む他の駅
- 二井田駅 - 阿武隈急行線の駅
- 新飯田駅 - かつて新潟交通電車線にあった駅（1993年廃止）
- 仁井田駅 - JR四国土讃線の駅